# Festival de la fiction TV de Saint-Tropez 2003
La 5e édition du Festival de la fiction TV s'est déroulée à Saint-Tropez, du 18 au 21 septembre 2003.   

## Jury
Le jury était composé de :
- Gérard Klein (président), comédien
- Thierry Binisti, réalisateur
- Véronique Jannot, comédienne
- Virginie Lemoine, comédienne
- Bruno Putzulu, comédien
- Smaïn, comédien
- Alexandra Vandernoot, comédienne
- Raymond Vouillamoz, journaliste et producteur

## En compétition
Les fictions suivantes étaient en compétition : 

### Téléfilms unitaires
- Dissonances (Arte), de Jérôme Cornuau
- Les Penn-sardines (France 3), de Marc Rivière
- Les Beaux Jours (France 3), de Jean-Pierre Sinapi
- Orages (France 3), de Peter Kassovitz
- La Fonte des neiges (France 3), de Laurent Jaoui
- Les Frangines (TF1), de Laurence Katrian
- Le Monde de Yoyo (France 2), de David Delrieux
- Demain nous appartient (M6), de Patrick Poubel

### Séries
- Clémence (France 2) - épisode pilote, réalisé par Pascal Chaumeil
- Louis Page (France 2) - épisode Le soleil en face, réalisé par Philippe Roussel

## Présentés hors compétition
- L'Affaire Dominici (TF1), de Pierre Boutron
- Les Parents terribles (France 2), de Josée Dayan
- Mata Hari, la vraie histoire (France 3), d'Alain Tasma
- Toutes ces belles promesses (Arte), de Jean Paul Civeyrac

## Palmarès
Le jury a décerné les prix suivants :
- Meilleure série : Louis Page
- Meilleur unitaire : Dissonances
- Meilleure comédien : Jacques Gamblin pour Dissonances
- Meilleure comédienne : Carole Richert pour Les Penn-sardines
- Révélation et découverte : Marina Alexandrova pour La Fonte des neiges
- Meilleure réalisation : Jean-Pierre Sinapi pour Les Beaux Jours
- Meilleur scénario : Didier Cohen pour Le Monde de Yoyo
- Meilleure musique : Carolin Petit pour Les Penn-sardines
- Prix spécial de la Ville de Saint-Tropez : Michèle Bernier pour Les Frangines
- Prix de la série d'access-prime-time (décerné par des collégiens de la région PACA) : Music'Art (TF6) et Sous le soleil (TF1)
- Prix spécial pour la lumière : Les Penn-sardines
- Prix spécial du public à un héros de série : Véronique Genest pour Julie Lescaut